# Аладашвілі Кахабер Ясонович
Кахабер Ясонович Аладашвілі (груз. კახაბერ ალადაშვილი; нар. 31 грудня 1975) — грузинський футболіст, півзахисник.

## Життєпис
Футбольну кар'єру розпочав у 1990 році в складі клубу «Горда» (Руставі), кольори якого захищав до 1994 року. У 1995 році приєднався до вищолігового українського клубу «Темп» (Шепетівка). Дебютував у складі команди з Хмельницької області 12 травня 1995 року в програному (0:1) домашньому поєдинку 27-о туру вищої ліги проти київського «Динамо». Кахабер вийшов на поле в стартовому складі та відіграв увесь матч. У другій частині сезону 1994/95 років відіграв у «Темпі» 8 матчів, а по завершенні сезону повернувся на батьківщину, де знову став захищати кольори команди з Руставі, яка тепер мала назву «Металургі».
Під час зимової перерви сезону 1996/97 років виїхав до Греції, де виступав за першолігову «Докса» (Драма), по завершенні сезону повернувся в Руставі, де виступав у місцевій команді, яка тепер носила назву «Горда». Взимку 1998 року перейшов до клубу ВІТ Джорджія, кольори якого захищав до 1999 року. У 2000 році знову став гравцем «Горди», в складі якої виступав до 2003 року. Після цього дані про виступи Кахабера на професіональному рівні відсутні. У сезоні 2008/09 років по півроку відіграв у «Олімпі» (Руставі) та «Сіоні» (в обох клубах у грузинському чемпіонаті зіграв по 3 поєдинки). По закінченні цього сезону завершив футбольну кар'єру.